# Jaume Rosquellas i Alessan
Jaume Rosquellas i Alessan (Barcelona, 1897 — Barcelona, 1978) fou un poeta i dramaturg. El 1931 fou elegit president de l'emissora Ràdio Associació de Catalunya i publicà la revista Catalunya Ràdio. La seva poesia recull l'esperit maragallià amb reminiscències de Josep Maria de Sagarra. Va participar assíduament als Jocs Florals de Barcelona. Hi va guanyar diversos accèssits, i el 1929 la Viola d'or i d'argent amb el poema Elogi inversemblant. Va ser el fundador d'Associació de Bibiliòfils de Barcelona.

## Obres
Teatre
- El neguit de la sang (1927)
- Guillem de Cabestany (1934)
- Els set llebrers (1958)

Poesia
- Divuit poemes (1924)
- L'ànima nua (1930)
- L'íntim paisatge (1938)
- Cinc poemes escenificats (1952)

Poemes presentats als Jocs Florals de Barcelona
| - Diana i Endimió (1919 i 1920) - Retorn (1919) - L'inconeguda amor (1919) - Impressions d'amor (1920) - Les ginesteres són d'or (1923) - Sól de tardor, records de joia... (1923) - Cançó de bouer (1923) - El casal dels meus avis (1923) - Balada de Corpus (1924, primer accèssit a la Flor Natural) - A l'hora de les esteles (1924) - Balada d'Epifania (1924) - L'hereu escampa (1924) - Lloances a l'ermitana hospitalària (1924) - Dues gloses (1924, segon accèssit a la Flor Natural) - Petit poema mariner (1924) - Poema de Reis (1926) - Idil·li vora la mar (1926) - Cant als arbres (1926) - Triptic espiritual (1926) - Cançó del bon caçador (1926, segon accèssit a la Flor Natural) - Penediment (1926 primer accèssit a la Viola d'or i d'argent) | - Acte de fe (1927) - Elegies (1927) - Elogi dels sentits (1927) - La veu subtil (1929) - Evocació de la retrobança (1929) - Triptic de sonets (1929) - Triptic (1929) - Elogi inversemblant (1929, Premi de la Viola d'or i d'argent) - Elogi d'una amor perduda (1929, primer accèssit a la Flor Natural) - Acte de contrició (1930) - Poemes de cor endins (1931 i 1933) - Poemes de tot temps (1931) - Gallarets (1931) - Diptic. Oiu-me, Senyor (1931) - Cançó marinera (1931, 1933 i 1934) - Dia d'estiu (1933) - Triptic de sonets (1934) - Estrella de cinc puntes (1934) - Soliloqui (1934) - Elogi de la confessió (1934) |